# Joyce DeWitt
Pour les articles homonymes, voir DeWitt.
Joyce DeWitt est une actrice et productrice américaine née le 23 avril 1949 à Wheeling, Virginie-Occidentale (États-Unis).

## Biographie
Elle est surtout connue pour avoir interprété Janet dans la sitcom TV Three's Company, de 1977 à 1984. Elle a fait des apparitions dans la série TV "The Love Boat" (La croisière s'amuse), de même que, incidemment, Richard Kline (Larry Dallas) qui a partagé l'écran avec elle dans Three's company.

## Filmographie

### Actrice
- 1976 : Most Wanted (TV)
- 1977 à 1984 : Three's Company (TV) : Janet Wood
- 1978 : With This Ring (en) (TV) : Jilly Weston
- 1980 : Steve Martin: Comedy Is Not Pretty (TV) : Love God's Date
- 1982 : Y a-t-il enfin un pilote dans l'avion ? (Airplane II: The Sequel) : Juror
- 1995 : Spring Fling! (TV) : Linda Hayden
- 2001 : 18 : Jay's Mom
- 2003 : The Nick at Nite Holiday Special (TV) : Miss DeWitt, The Housekeeper
- 2005 : The 3rd Annual TV Land Awards (TV) : Susan Mayer ("Desperate Classic Housewives" skit

### Productrice
- 2003 : Behind the Camera: The Unauthorized Story of 'Three's Company' (TV)